# 海すずめ
『海すずめ』（うみすずめ）は、2016年7月2日公開された日本の映画。本作は愛媛県宇和島を舞台としたオリジナル作品で、2014年の「宇和島伊達400年祭」を記念して製作された。監督・脚本は、自身も愛媛県出身である大森研一、主演は武田梨奈。

## キャスト
- 赤松雀 - 武田梨奈[2]
- 岡崎賢一 - 小林豊[2]
- 赤松武男 - 内藤剛志
- 赤松京子 - 岡田奈々
- 赤松辰三 - 目黒祐樹
- 兵藤秀子 - 宮本真希
- 原田貴之 - 二階堂智
- 原田ハナ - 佐生雪
- 渡部美咲 - 上野優華
- 清家壮太 - 佐藤永典
- 戸田サチ - 野川由美子
- 編集者・三井 - 小峠英二（バイきんぐ）
- 編集者・小林 - 西村瑞樹（バイきんぐ）
- 釣り人・山田 - 赤井英和 ※友情出演
- 三好トメ - 吉行和子